# Улица Пушкина (Кишинёв)
Улица Пушкина (рум. Strada Pușkin) — улица в муниципии Кишинёв (Республика Молдова), одна из главных улиц сектора Центр.

## История

### Улица в XIX и начале XX веков
Улица Пушкина находится в самом центре Кишинёва. В 1834 — 1874 годах называлась Архиерейская. С 1874 по 1899 год получила название Губернская, в честь получения Бессарабией в 1873 году статуса российской губернии. С 1899 года переименована в честь великого русского поэта Александра Сергеевича Пушкина. До 1918 года официально называлась улица Пушкинская. Позже получила своё нынешнее название.
Начало застройки улицы Пушкина датируется двадцатыми годами XIX века. Улица застраивалась по генеральному плану строительства города, принятому в 1834 году. Во времена Российской Империи она считалась одной из главных улиц города, на ней было построено много солидных домов. Среди них — дом купца Семиградова (дом № 17), здание Городского кредитного общества (дом № 36), здание Комитета попечительства о народной трезвости (дом № 48), здание Земской женской гимназии (находится на углу нынешней улицы Букурешть), здание Городского общественного банка.
Одним из самых известных зданий, расположенных на улице в то время, было Здание губернского правления (сохранилось до нашего времени, находится на углу улицы Когэлничану). В конце XIX века было построено здание Капеллы первой женской гимназии (1895 год, архитектор Александр Бернардацци). В 1900 году в самом начале улицы было построено здание Пушкинской аудитории — там находились один из городских театров и организация «Союз Русского Народа» (это строение не сохранилось до наших дней). На улице также находилась гостиница «Виктория», позже переименованная в гостиницу «Londra».
В конце XIX века по улице Пушкина ходила конка. В 1913 году линия была электрифицирована и по улице пустили трамваи (до их снятия с городских улиц в начале шестидесятых годов). До середины XX века улица Пушкина заканчивалась на пересечении с улицей Александру чел Бун (тогда носившей имя Стефана Великого) и составляла приблизительно 1.4 километра.

### Улица в период нахождения Бессарабии в составе Румынии

Трамвай на улице Пушкина (тридцатые годы XX века)

В 1924 году улица Пушкина была переименована в улицу Короля Карла I (название просуществовало до 1944 года). За это время на ней было выстроено множество новых зданий. В частности, были построены Частная водолечебница врача Тумаркина (дом № 11), здание Бессарабского банка (дом № 21), здание Женского коммерческлого лицея «Regina Maria» (дом № 24), множество магазинов, кофеен, а также консульство Франции.

### Улица после Второй мировой войны
Во время Второй мировой войны улица Пушкина, в особенности центральная её часть, была существенно повреждена авиаударами. Большая часть зданий была уничтожена. Улицу начали отстраивать заново. Появились современные по тем временам здания на углу улиц Пушкина и Ленина (в настоящее время — проспект Штефана чел Маре), которое вплотную примыкает к зданию городской примарии (до войны на этом месте находилась церковь), здание универмага (позже ставшего магазином «Детский мир», в настоящее время здесь располагается торговый центр «Gemeni») и другие. Затем было построено продолжение улицы Пушкина, для чего были снесены некоторые дома в нижней части старого города и изменена планировка городских кварталов.
В период семидесятых и восьмидесятых годов на улице Пушкина появляются несколько современных зданий. Среди них — школа № 1 (в советское время считавшаяся престижным учебным заведением), современный по тем временам концертный зал Дворец «Октомбрие» (построен в 1974 году), который в настоящее время носит название «Национальный дворец». Были построены несколько новых жилых домов. В 1978 году была проведена реставрация здания Капеллы первой женской гимназии и в нём открывается Музей научного атеизма. В 1981 году улица Пушкина была достроена до улицы Албишоара (в то время называвшейся улицей Ильяшенко), такая её продолжительность сохраняется до наших дней. В непосредственной близости от улицы Пушкина сейчас находится самое старое здание Кишинёва — Мазаракиевская церковь (Церковь Покрова Божьей матери, 1752 год).

### Улица в наше время
После 1990 года в доме № 12 по улице Пушкина было открыто Посольство Туркмении, которое просуществовало там недолго, в настоящее время в здании располагается магазин. Музей научного атеизма был закрыт в 1990 году, в настоящее время это действующая православная церковь, носящая название «Sf. Theodora de la Sihla».
В марте 2002 года на улице Пушкина в новом крупном современном здании был открыт торговый комплекс «Sun Sity», в котором расположен продовольственный супермаркет «№ 1», а также множество бутиков по продаже одежды, мобильных телефонов, бытовой техники, кафе, рестораны.
Протяжённость улицы — около двух с половиной километров (от улицы А. Матеевич до улицы Албишоара).

## Интересные факты
В 2009 году вокруг улицы Пушкина развернулась дискуссия по поводу её переименования в честь погибшего в автокатастрофе молдавского поэта Григоре Виеру. Саму идею переименования одной из улиц Кишинёва в честь Виеру высказал композитор Евгений Дога, не уточняя, какую именно улицу следует переименовать. Дело дошло до того, что улицу «переименовали» без распоряжения властей, расклеив по ней листовки с именем молдавского поэта, несмотря на то, что родственники погибшего Виеру высказались против идеи переименования улицы. В поддержку переименования улицы было собрано около шести тысяч подписей. В итоге власти Кишинёва приняли решение переименовать в честь Григоре Виеру проспект Ренаштерий (бывший проспект Молодёжи), оставив улице Пушкина её историческое название.
Тем не менее, в январе 2010 года примар Кишинёва Дорин Киртоакэ снова выступил с инициативой по переименованию улицы Пушкина в улицу Григоре Виеру. С 22 февраля 2010 года имя Григоре Виеру было официально присвоено отрезку бывшего проспекта Ренаштерий от улицы Космонавтов до улицы Албишоара. Улица Пушкина сохранила своё прежнее название.

## Транспорт
Движение по улице Пушкина одностороннее (с 1974 года), в направлении от улицы А. Матеевич в сторону улицы Албишоара.
По улице Пушкина проходят:
- Маршруты троллейбусов № 2 (Ботаника — Центр, кольцевой), № 10 (Ул. Миорица — Ул. Студенческая), № 16 (Ул. Мештерул Маноле — Театр «Ликурич»), № 24 (Ул. И. Думенюк — ул. А. Матеевич) и № 25 (Ул. Чевкарь — Театр «Ликурич»)[10].
- Маршруты автобусов № 2 (Ул. Александри — Посёлок Криково) и № 5 (Ул. Милеску Спэтару — Ул. Куза-Водэ)[11].